# Kallanriutta
Kallanriutta är en ö i Finland. Den ligger i Bottenviken och i kommunen Brahestad i den ekonomiska regionen  Brahestads ekonomiska region i landskapet Norra Österbotten, i den norra delen av landet. Ön ligger omkring 61 kilometer sydväst om Uleåborg och omkring 500 kilometer norr om Helsingfors.
Öns area är 2 hektar och dess största längd är 0,5 kilometer i nord-sydlig riktning.